# Duda Reis
Maria Eduarda Reis Barreiros, mais conhecida como  Duda Reis (Volta Redonda, 1 de junho de 2001), é uma atriz e influenciadora digital brasileira. Iniciou a carreira em 2016 quando passou a cursar interpretação na Escola de Atores Wolf Maya. Seu primeiro trabalho profissional foi em Malhação: Toda Forma de Amar na TV Globo.  Atualmente é uma das maiores criadoras de conteúdo do país, com quase 10 milhões de seguidores em suas redes sociais. 

## Filmografia

### Televisão
| Ano     | Título                       | Papel                    | Notas       |
| ------- | ---------------------------- | ------------------------ | ----------- |
| 2019-20 | Malhação: Toda Forma de Amar | Mariana Ribeiro (Mari)   | [ 4 ]       |
| 2023    | Pronto Pra Fama              | Especialista/Repórter    | [ 5 ]       |
| 2023    | Bake Off Celebridades        | Participante (14º lugar) | Temporada 3 |

### Cinema
| Ano  | Título                          | Papel     | Notas        |
| ---- | ------------------------------- | --------- | ------------ |
| 2023 | Vozes do E!: Autonomia Feminina | Ela mesma | Documentário |
| 2023 | O Apanhador de Almas            | Olívia    |              |

## Teatro
| Ano  | Título                             | Papel      | Notas |
| ---- | ---------------------------------- | ---------- | ----- |
| 2022 | O Último Mafagafo                  | Ana Clara  |       |
| 2023 | Paixão de Cristo de Nova Jerusalém | Herodíades |       |